# Méthode composite de chimie quantique
Les méthodes composites de chimie quantique sont des méthodes de chimie numérique dont le but est d'obtenir une grande précision par combinaison des résultats de plusieurs calculs. Cette combinaison est constituée à partir de méthodes d'un haut niveau théorique avec une base restreinte et de méthodes employant des niveaux plus bas de théorie avec des bases plus étendues. Elles sont communément utilisées pour le calcul des quantités thermodynamiques telles que les enthalpies de formation, les énergies d'atomisation, les énergies d'ionisation et les affinités électroniques. Leur but est d'atteindre la précision chimique qui est définie de manière usuelle comme étant la valeur expérimentale à une kilocalorie par mole près. La première chimie modèle systématique de ce type avec une large application, proposée par John Pople, fut appelée Gaussian-1 (GA). Elle fut rapidement remplacée par la version Gaussian-2 (G2) qui fut employée de manière intensive. La Gaussian-3 (G3) fut proposée après.

## Méthodes Gaussian-2 et 3

### Gaussian-2 (G2)
La méthode G2 utilise sept types de calculs :
1. la géométrie structurale est obtenue par optimisation MP2 avec utilisation d'une base 6-31G(d), les électrons étant tous pris en compte dans la perturbation. La géométrie obtenue est utilisée pour tous les calculs consécutifs.
2. le plus haut niveau de théorie est atteint lors d'un calcul en interaction de configuration quadratique (QCI) avec des excitations simples et doubles, et une contribution des excitations triples (QCISD(T)) avec une base 6-311G(d). Ce type de calcul, dans le programme Gaussian par exemple, permet aussi d'obtenir les énergies MP2 et MP4 qui sont également utilisées.
3. les effets des fonctions de polarisation sont simulés par un calcul MP4 avec une base 6-311G(2df,p).
4. les effets des fonctions diffuses sont simulés par un calcul MP4 avec une base 6-311+G(d,p).
5. la plus grande base est la 6-311+G(3df,2p), utilisée au niveau MP2 de la théorie.
6. une optimisation géométrique en méthode de Hartree-Fock avec une base 6-31G(d) utilisée pour le calcul de fréquences.
7. un calcul de fréquences avec une base 6-31G(d) afin d'obtenir l'énergie vibrationnelle de point zéro (ZPVE).

Les différentes variations de l'énergie sont considérées comme étant additionnelles, l'énergie de combinaison est donnée par :
EQCISD(T) de 2 + [EMP4 de 3 - EMP4 de 2] + [EMP4 de 4 - EMP4 de 2] + [EMP2 de 5 + EMP2 de 2 - EMP2 de 3 - EMP2 de 4]
Le deuxième terme corrige les effets induits par les fonctions de polarisation, le troisième terme ceux induits par les fonctions de diffusion. Le terme final corrige l'erreur induite par la plus grande base avec les termes des étapes 2, 3 et 4 en empêchant les doubles contributions. Deux corrections finales sont effectuées sur l'énergie ainsi obtenue. La ZPVE est multipliée par 0,8929. Une correction empirique (correction de haut niveau, en anglais high level correction - HLC) est ensuite effectuée pour tenir compte des facteurs non considérés précédemment. Elle est donnée par -0,00481×(nombre d'électrons « de valence ») - 0,00019×(nombre d'électrons non appariés). Les deux valeurs sont obtenues par calibrage des résultats par rapport aux valeurs expérimentales pour un ensemble de composés. La ZPVE ajustée et la HLC sont ajoutées pour obtenir l'énergie finale. Pour certains composés contenant des éléments de la troisième période (Ga-Xe), un terme supplémentaire est ajouté pour tenir compte du couplage spin-orbite.
Plusieurs variantes de cette procédure ont été utilisées. Ainsi, ne pas faire les étapes 3 et 4 et se baser exclusivement sur les résultats MP2 de l'étape 5 est moins coûteux en temps de calcul et seulement un peu moins précis. Cette procédure constitue la méthode G2MP2. Parfois la géométrie structurale est obtenue par la théorie de la fonctionnelle de la densité (par exemple avec une méthode B3LYP), ou on remplace la méthode QCISD (T) de l'étape 1 par une méthode du cluster couplé CCSD(T).

### Gaussian-3 (G3)
La méthode G3 est similaire à la méthode G2, mais tient compte des résultats obtenus par la méthode G2.
Dans la méthode G3, la base 6-311G est remplacée par la 6-31G, plus petite. Les calculs MP2 finaux utilisent une base plus grande, souvent appelée G3large, et corrèle tous les électrons et non plus seulement les électrons « de valence » comme dans la méthode G2. Cette modification introduit des contributions de corrélation du cœur à l'énergie finale. La HLC conserve la même forme mais les paramètres empiriques sont modifiés.

Une méthode Gaussian-4 a été proposée. Une alternative aux méthodes Gaussian-n est la méthode composite de cohérence de corrélation.

## Autres méthodes

### Méthode composite de cohérence de corrélation
La méthode composite de cohérence de corrélation (en anglais correlation consistent composite approach - ccCA), développée à l'Université de North Texas par l'équipe de recherche d'Angela Wilson, utilise les bases cohérentes vis-à-vis de la corrélation développées par Dunning et collaborateurs. La procédure utilisée est la suivante :
1. la fonctionnelle hybride B3LYP de la DFT est utilisée pour déterminer la géométrie et l'énergie de point zéro (avec un facteur d'ajustement de 0,989 pour tenir compte des déficiences de l'approximation harmonique). Une base cc-pVTZ avec une orbitale d supplémentaire pour les éléments au-delà de la première période est utilisée. La structure obtenue est utilisée pour les calculs suivants. Des calculs en un point unique sont utilisés ensuite pour trouver l'énergie de référence et les contributions additionnelles à cette énergie.
2. l'énergie de référence est déterminée dans une MP2 utilisant la méthode d'extrapolation exponentielle par gaussienne en deux points de Peterson avec une base aug-cc-pVnZ où n = triple (T) ou quadruple (Q) afin d'estimer la limite de base complète.
3. la CCSD(T)/cc-pVTZ est calculée afin de prendre en compte la corrélation au-delà du second ordre de la théorie de la perturbation.
4. les interactions cœur-cœur sont prises en compte avec MP2(FC1)/aug-cc-pCVTZ.
5. les effets relativistes sont aussi pris en compte avec un hamiltonien de Douglas-Kroll-Hess et des fonctions de base MP2-DK/cc-pVTZ-DK.

### Méthodes de bases complètes
Ces méthodes (en anglais complete basis set methods - CBS) développées par Petersson et collaborateurs ont des similarités avec G2 et G3 mais contiennent une étape d'extrapolation MP2 pour la limite de complétude de base.

### Méthode T1
La méthode T1 est une approche numérique efficace développée pour le calcul d'enthalpies de formation précises pour des molécules non-chargées et à couche complète contenant H, C, N, O, F, S, Cl et Br dans l'erreur expérimentale. Elle est efficace pour des molécules jusqu'à une masse moléculaire de 500 u.m.a.
Cette méthode, telle que comprise dans le code Spartan, consiste en :
1. une optimisation Hartree-Fock/6-31G*.
2. un calcul d'énergie RI-MP2/6-311+G(2d,p)[6-311G*] avec une base double.
3. une correction empirique utilisant des comptes d'atomes, l'ordre des liaisons de Mulliken et les énergies Hartree-Fock/6-31G* et RI-MP2 comme variables.

La T1 suit la recette de la G3(MP2), cependant, en substituant la géométrie Hartree-Fock/6-31G* par la MP2/6-31G*, éliminant à la fois la fréquence HF/6-31G* et l'énergie QCISD(T)/6-31G* et approchant l'énergie MP2/G3MP2large en utilisant des techniques RI-MP2 de base double, la méthode T1 réduit le temps de calcul jusqu'à 3 ordres de grandeur. Les comptes d'atomes, l'ordre des liaisons de Mulliken et les énergies Hartree-Fock/6-31G* et RI-MP2 sont introduites comme variables dans un ajustement par régression linéaire sur 1126 enthalpies de formation G3(MP2). La méthode T1 reproduit ces valeurs avec des erreurs moyenne et quadratique moyenne de 1,8 et 2,5 kJ/mol respectivement.
La méthode T1 reproduit les valeurs expérimentales de l'enthalpie de formation pour un ensemble de 1805 molécules organiques issues de la base de données thermochimique NIST avec des erreurs moyenne et quadratique moyenne de 8,5 et 11,5 kJ/mol respectivement.